# Thyene benjamini
Thyene benjamini är en spindelart som beskrevs av Prószynski, Deeleman-Reinhold 20. Thyene benjamini ingår i släktet Thyene och familjen hoppspindlar. Inga underarter finns listade i Catalogue of Life.